# Kozminski University
Kozminski University (conosciuta anche come Akademia Leona Kozminskiego) è una business school privata situata a Varsavia, Polonia

## Storia
Fu fondata nel 1993 e prende il nome di Leon Koźmiński, padre di Andrzej Koźmiński, fondatore e primo rettore dell'ente.

## Struttura
L'università propone un'offerta formativa sia in polacco che in inglese.

### Campus
Il campus della Kozminski è di 3,4 ettari e consiste in quattro edifici (chiamati rispettivamente A, B, C e D) collocati su un'area totale di 20.000 metri quadrati. Si situa nel quartiere Praga-Północ, un distretto nordorientale di Varsavia. La scuola possiede sei auditorium, ventisei aule didattiche, ventiquattro aule per lavori di gruppo e cinque per seminari. La scuola dispone inoltre una aula magna, quattro laboratori informatici e due stanze per i server. All'interno del campus sono presenti tre mense e una libreria.